# Gunja-dong
Gunja-dong là một dong, phường của Gwangjin-gu ở Seoul, Hàn Quốc.

## Liên kết
- Trang chính thức Gwangjin-gu bằng tiếng Anh
- (tiếng Hàn) Bản đồ của Gwangjin-gu tại trang chính thức Gwangjin-gu
- (tiếng Hàn) Trang chính thức dân cư Gunja-dong